# Zuko
Zuko é um dos personagens principais na série animada de televisão Avatar: The Last Airbender, sendo um dos principais antagonistas durante boa parte de seu decorrer. É o Príncipe Herdeiro da Nação do Fogo e um hábil Firebender, o que significa que ele tem a capacidade de criar e controlar o fogo. Ele é o filho mais velho do Senhor do Fogo Ozai e o irmão mais velho da Princesa Azula. Antes dos eventos da série, Zuko é banido da Nação do Fogo por seu pai e disse que deve capturar o Avatar, um indivíduo único e espiritualmente poderoso que poderia ameaçar o plano de conquista global de Ozai, a fim de restaurar sua honra e o direito ao trono. Zuko é acompanhado e aconselhado em sua busca por seu tio Iroh. No início da série, ele é o principal antagonista, opondo-se ao Avatar Aang e seus aliados. Com o tempo, porém, Zuko perde a fé na guerra da Nação do Fogo, sente culpa por seus crimes e começa a simpatizar com aqueles que a Nação do Fogo tem oprimido. Na parte final da série animada, Zuko se junta a Aang, ensinando-lhe o domínio do fogo, e luta para derrubar seu pai e restaurar a paz. Zuko também percebe que Iroh tem sido mais um pai para ele do que Ozai. Ele é considerado por vários críticos como tendo um dos melhores arcos de redenção da televisão.

## Aparições em outras mídias
Cinema
Zuko é interpretado por Dev Patel no filme O Último Mestre do Ar, de 2010.
Série live-action
Dallas Liu foi anunciado como o intérprete do personagem na série produzida pela Netflix.